# Преступное бездействие
Преступное бездействие — это волевое пассивное поведение человека, которое заключается в том, что лицо не выполняет или ненадлежащим образом выполняет возложенную на него обязанность, в результате чего причиняется вред объектам охраны уголовного права или создаётся угроза причинения такого вреда.

## Признаки и значение бездействия
Как и действие, бездействие обладает свойством причинять вред объектам уголовно-правовой охраны, является противоправным, его признаки являются доступными для внешнего наблюдения. Преступное бездействие встречается в практике относительно редко (около 5 % уголовных дел), редко встречается оно и в уголовном законе: так, в УК РФ 1996 г. из 260 основных составов преступлений путём бездействия может быть совершено 65.
В уголовных кодексах некоторых государств содержится законодательное определение бездействия. Например, УК Испании в ст. 11 определяет, что преступления и проступки совершаются путём бездействия, когда неисполнение особой юридической обязанности, возложенной на виновного, приравнивается законом к исполнению преступления. Бездействие приравнивается к действию, когда существует особая обязанность действовать, вытекающая из закона или договора, либо когда виновный своим предшествующим действием или бездействием подверг опасности юридически защищаемое право.
В современном мире последствия бездействия могут быть очень тяжёлыми: в качестве примеров можно назвать столкновение парохода «Адмирал Нахимов» и сухогруза «Пётр Васёв», столкновение над Боденским озером, повлёкшие многочисленные человеческие жертвы.
Как и действие, бездействие может представлять собой единичный акт уклонения от выполнения определённого действия (например, бездействие врача, отказавшегося принять и осмотреть больного, доставленного в больницу), либо систему таких актов (уклонение от уплаты алиментов).
Моментом начала преступного бездействия является момент, когда лицо должно было совершить действие, однако вместо этого уклонилось от его совершения. Бездействие прекращается с прекращением обязанности действовать, при появлении обстоятельств, которые делают совершение действия невозможным, а также в случае добровольного прекращения бездействия (которое, как правило, выражается в явке с повинной) или принудительного его пресечения. Также бездействие утрачивает преступность при декриминализации соответствующего деяния.

## Условия ответственности за бездействие
Не любое бездействие является преступным и наказуемым. Лицо должно быть обязано совершить такое действие в силу прямого указания закона, иного нормативного акта, родственных и иных взаимоотношений, служебных, профессиональных и договорных обязанностей, либо в силу того, что само создало угрозу причинения вреда.
Как правило, обязанность помогать ближнему не является правовой и носит моральный характер. Уголовная ответственность за бездействие может наступать лишь в случаях, если на лицо в силу каких-то обстоятельств была возложена обязанность действовать определённым образом. Её могут порождать следующие юридические факты и состояния:
Нормативный актЗакон или другой обязательный для лица нормативный акт (инструкция, правила техники безопасности) может возлагать обязанность совершить определённые действия (примером может являться воинская обязанность, обязанность по уплате налогов и т. д.)
Решение судаПриговор или иное решение суда является обязательным для исполнения, злостное неисполнение такого решения, как правило, является преступным.
Родственные и иные взаимоотношенияРодители, опекуны и другие лица, добровольно взявшие на себя обязанность оказывать помощь человеку, не способному позаботиться о себе в силу каких-либо обстоятельств, несут ответственность за невыполнение этой обязанности. Например, мать, оставившая своего новорождённого ребёнка на несколько дней в закрытой коляске без воды и пищи, в результате чего наступила его смерть, будет нести ответственность за убийство.
Профессиональная, служебная, договорная обязанностьЛица некоторых профессий (врачи, сотрудники правоохранительных органов) должны в экстренных случаях исполнять свои обязанности даже во внерабочее время. В других случаях ответственность будет наступать лишь за бездействие в тот период, когда лицо должно находиться на рабочем месте. Ответственность также может наступать за невыполнение обязанностей, вытекающих из трудового или иного гражданско-правового договора (невыплата заработной платы, ненадлежащее хранение имущества).
Обусловленность опасного состояния предшествующими действиями лицаВ случае, если лицо само своими действиями поставило объекты охраны уголовного права в опасность причинения вреда, оно несёт ответственность за возможные последствия.
Помимо этого, лицо должно иметь реальную возможность в конкретной ситуации совершить требуемое от него действие, причём учитываться при определении такой возможности должны как нормы законодательства (разрешающие в определённых случаях уклоняться от совершения действия) и обстановка бездействия, так и субъективные характеристики лица.

## Разновидности бездействия
Бездействие может выражаться:
- В воздержании от совершения общественно полезного действия: уклонение от уплаты алиментов, от воинской обязанности и т. д.
- В несовершении действий, направленных на предотвращение ущерба уже существующему благу: неисполнение обязанностей по оказанию помощи лицам, находящимся в опасной ситуации, по предотвращению нанесения ущерба окружающей среде, по охране имущества

Бездействие может представлять собой как пассивное поведение в чистом виде (воздержание от совершения каких-либо действий), так и сопровождаться активными действиями, связанными с уклонением от выполнения обязанности, нередко довольно сложными (например, переезд в другой город с целью уклонения от воинской обязанности, создание тайников для хранения наркотических средств и т. д.). Поскольку опасность в таких случаях представляет не само по себе совершённое действие, а невыполнение обязанности, эти деяния представляют собой бездействие.
Такого рода сочетание активных и пассивных актов поведения получило в уголовно-правовой теории название смешанного бездействия. Помимо этого, смешанным бездействием могут также обозначаться случаи неполного или ненадлежащего выполнения лицом возложенной на него обязанности, и бездействие, для окончания которого необходимо наступление определённых общественно опасных последствий.
Бездействие также может быть разовым (одномоментным, состоящим из единичного акта) или длящимся, которое представляет собой длительное уклонение от выполнения обязанности. Если лицо в течение длительного времени уклоняется от выполнения возложенной на него обязанности (например, хранит оружие или наркотические средства, не выплачивает заработную плату и т. д.), преступное бездействие охватывает весь период от момента, когда на лицо была возложена обязанность действовать определённым образом, до прекращения такого поведения (вследствие выполнения обязанности или привлечения к ответственности). Такое преступное бездействие называется длящимся. Добровольное выполнение обязанности в этих случаях (например, сдача хранящегося оружия в правоохранительные органы) может влечь освобождение от уголовной ответственности, а в некоторых случаях даже применение поощрительных мер (в том числе денежных выплат).